# 双寨站 (西安)
双寨站位于中华人民共和国陕西省西安市灞桥区新筑街道，是西安地铁3号线和14号线的换乘站。该站于2016年11月8日隨3號線的通車而开通运营，並於2021年6月29日14號線東段通車後成為轉乘站。

## 车站结构
本站分为三个部分：路口北侧地上先建的3号线车站，路口正中地下后建的14号线车站，以及路口东北角由B出入口重建而成的中转楼。3号线车站为地上三层高架侧式站台车站，14号线车站为地下两层岛式站台车站。14号线站厅东侧有未开放区域，非付费区设独立连通道。
- 站徽（2018年1月）
- 中转楼（2023年10月）
- 14号线站厅（2023年10月）
- 3号线往保税区站站台（2022年7月）
- 14号线往机场西站站台（2022年7月）
- 14号线往贺韶站站台（2022年7月）
- 连接3号线站厅和中转楼的人行天桥，原为B出入口通道（2022年7月）
- 14号线站厅的独立连通道（2023年10月）
- 14号线车站东侧的未开放区域（2023年10月）

| 地上三层 3号线站台层  | 侧式站台，右侧开门          | 侧式站台，右侧开门                                      |
| 地上三层 3号线站台层  | 3号线往保税区（新筑）       |                                                         |
| 地上三层 3号线站台层  | 3号线往鱼化寨（国际港务区） |                                                         |
| 地上三层 3号线站台层  | 侧式站台，右侧开门          |                                                         |
| 地上二层 3号线站厅层  | 3号线站厅                   | 客务中心、自动售票机、进出站闸机、长安通自助机          |
| 地面                  | 出入口                      | A、C-F出入口                                            |
| 地面                  | 中转站厅                    | B出入口，客务中心、自动售票机、进出站闸机、长安通自助机 |
| 地下一层 14号线站厅层 | 14号线站厅                  | 客务中心、自动售票机、进出站闸机、长安通自助机          |
| 地下二层 14号线站台层 |                             | 14号线往机场西（奥体中心）                              |
| 地下二层 14号线站台层 | 岛式站台，左側開门          |                                                         |
| 地下二层 14号线站台层 | 14号线往贺韶（新寺）        |                                                         |

## 车站艺术
- 14号线车站的饰品（2023年10月）

## 出入口
本站共有8个出入口。由于安检设备不启用，B2出入口仅供出站。此外，A出口有直通到附近建筑的通道，但暂未启用。
- B2出入口外的告示（2023年10月）
- A出入口的连通道（2023年10月）

|      |                                |      |      |
|      |                                |      |      |
| 编号 | 指引                           | 图片 | 图片 |
| A1   | 欧亚大道（西）                 |      |      |
| A2   | 欧亚大道（西）                 |      |      |
| B1   | 港兴二路                       |      |      |
| B2   | 欧亚大道（东）                 |      |      |
| C    | 港兴二路（南）、欧亚大道（东） |      |      |
| D    | 港兴二路（北）、欧亚大道（东） |      |      |
| E    | 港兴二路（北）、欧亚大道（西） |      |      |
| F    | 欧亚大道（西）、港兴二路（南） |      |      |

## 接驳公交

### 北侧南行，近A出口
| 双寨          | 双寨             | 双寨 | 双寨               | 双寨         |
| 编号          | 路线             | 路线 | 路线               | 备注         |
| ------------- | ---------------- | ---- | ------------------ | ------------ |
| 297           | 半坡公交调度站   | ⇆    | 灞渭大道港兴四路口 | 原 全运7号线 |
| 港务环线2号线 | 港务区公交调度站 | ↺    | 港务区公交调度站   |              |

### 北侧北行，近B出口
| 双寨          | 双寨             | 双寨 | 双寨               | 双寨         |
| 编号          | 路线             | 路线 | 路线               | 备注         |
| ------------- | ---------------- | ---- | ------------------ | ------------ |
| 297           | 半坡公交调度站   | ⇆    | 灞渭大道港兴四路口 | 原 全运7号线 |
| 港务环线1号线 | 港务区公交调度站 | ↻    | 港务区公交调度站   |              |

### 西侧，东行近F出口，西行近E出口
| 双寨 | 双寨     | 双寨 | 双寨       | 双寨         |
| 编号 | 路线     | 路线 | 路线       | 备注         |
| ---- | -------- | ---- | ---------- | ------------ |
| 299  | 行政中心 | →    | 港兴路东口 | 原 全运9号线 |
| 299  | 行政中心 | ←    | 郝家村     | 原 全运9号线 |